# STS-82
STS-82 var en rymdfärjeflygning i det amerikanska rymdprogrammet, den tjugoandra flygningen med Discovery. Den sköts upp från Pad 39A vid Kennedy Space Center i Florida den 11 februari 1997. Efter nästan tio dagar i omloppsbana runt jorden återinträdde rymdfärjan i jordens atmosfär och landade vid Kennedy Space Center.
Uppdraget var att underhålla Rymdteleskopet Hubble.

## Väckningar
Under Geminiprogrammet började NASA spela musik för besättningar och sedan Apollo 15 har man varje "morgon" väckt besättningen med ett musikstycke särskilt utvalt antingen för en enskild astronaut eller för de förhållanden som råder.
| Dag | Låt                                 | Artist/Kompositör |
| --- | ----------------------------------- | ----------------- |
| 2   | "Magic Carpet Ride"                 | Steppenwolf       |
| 3   | "These Are Days"                    | 10,000 Maniacs    |
| 4   | "Two Princes"                       | Spin Doctors      |
| 5   | "Higher Love"                       | Steve Winwood     |
| 6   | "The Packerena"                     | WMYX-FM           |
| 7   | "Shiny Happy People"                | R.E.M.            |
| 8   | "Dreams"                            | The Cranberries   |
| 9   | "That Thing You Do"                 | The Wonders       |
| 10  | "Five Hundred Miles Away From Home" | Reba McEntire     |
| 11  | "Born to Be Wild"                   | Steppenwolf       |